# Masaki Kashiwara
Pour la municipalité, voir Kashiwara.
Pour les articles homonymes, voir Masaki (homonymie).
Masaki Kashiwara (柏原 正樹, Kashiwara Masaki) est un mathématicien japonais né le 30 janvier 1947 à Yūki. Il reçoit le prix Abel en 2025.

## Travaux
Il est étudiant auprès de Mikio Satō à l'université de Tokyo. Il obtient son doctorat en 1974 avec une thèse intitulée On the maximality overdetermined system of linear differential equations.
Il apporte des contributions majeures à l'analyse algébrique, l'analyse microlocale, la théorie des D-modules, la théorie de Hodge, la théorie des préfaisceaux et la théorie des représentations.
Kashiwara et Sato établissent les fondations de la théorie des systèmes d'équations aux dérivées partielles linéaires à coefficients analytiques, l'introduction d'une approche cohomologique en suivant l'esprit de la théorie des schémas d'Alexandre Grothendieck. Joseph Bernstein introduit une approche similaire dans le cas des coefficients polynomiaux. Le mémoire de maîtrise de Kashiwara établit les fondements de la théorie des D-modules. Sa thèse de doctorat prouve la rationalité des racines de b-fonctions (polynômes de Bernstein-Sato), à l'aide de la théorie des D-modules et de la résolution des singularités (en).
Jean-Luc Brylinski et Masaki Kashiwara démontrent en 1981 la conjecture liée à la famille de polynômes que Kazhdan et Lusztig avaient introduite.

## Prix et distinctions
- Membre de l'Académie française des sciences
- Membre de l'Académie des sciences du Japon
- 1978 : orateur invité au congrès international des mathématiciens de Helsinki avec une conférence intitulée Microlocal Analysis
- 1981 : prix Iyanaga de la Société mathématique du Japon
- 1987 : prix Asahi
- 1990 : orateur invité au congrès international des mathématiciens à Kyōto, avec une conférence intitulée Crystallizing the q-analogue of universal enveloping algebras
- 2005 : docteur honoris causa, université Pierre-et-Marie-Curie (UPMC)[3]
- 2018 : médaille Chern[4]
- 2025 : prix Abel « pour ses contributions fondamentales à l'analyse algébrique et à la théorie des représentations, en particulier le développement de la théorie et la découverte des bases cristallines »[5]

## Concepts et théorèmes nommés d'après Kashiwara
- théorème de constructibilité de Kashiwara
- théorème de l'indice de Kashiwara
- filtration de Kashiwara-Malgrange (d'après Kashiwara et Bernard Malgrange)
- théorème de Cauchy-Kowalevsky-Kashiwara (d'après Kashiwara, Augustin Louis Cauchy et Sofia Kovalevskaïa)
- opérateurs de Kashiwara
- bases cristallines (en) de Kashiwara et George Lusztig

## Publications
- Masaki Kashiwara et Charles Cochet (rédaction), Bases cristallines des groupes quantiques, Société mathématique de France, coll. « Cours spécialisés » (no 9), 2002, viii+115 p. (ISBN 978-2856291269)
- Masaki Kashiwara, Faisceaux constructibles et systèmes holonomes d'équations aux dérivées partielles linéaires à points singuliers réguliers, Séminaire Goulaouic-Schwartz, 1979-1980, exposé 19.
- (en) Masaki Kashiwara, Analytic study of partial differential equations : Master's Thesis, université de Tokyo, décembre 1970 (lire en ligne) (Traduction française: Mémoires de la Société mathématique de France, Série 2, 63, 1-72, 1995.)
- (en) Victor Guillemin, Masaki Kashiwara et Takahiro Kawai, Seminar on micro-local analysis, Princeton, N.J. Tokyo, Princeton University Press University of Tokyo Press, coll. « Annals of Mathematical Studies », 1979 (ISBN 9780691082325)Seminar on micro-local analysis / par Victor W. Guillemin, Masaki Kashiwara, et Takahiro Kawai (1979),  (ISBN 978-0691082325)
- (en) Systems of microdifferential equations Masaki Kashiwara ; notes et traduction par Teresa Monteiro Fernandes ; introduction par Jean-Luc Brylinski (1983),  (ISBN 978-0817631383)
- (en) Introduction to microlocal analysis M. Kashiwara (1986)
- (en) Foundations of algebraic analysis par Masaki Kashiwara, Takahiro Kawai, et Tatsuo Kimura ; traduit par Goro Kato (1986),  (ISBN 978-0691084138)
- (en) Algebraic analysis : papers dedicated to Professor Mikio Sato on the occasion of his sixtieth birthday édité par Masaki Kashiwara, Takahiro Kawai (1988),  (ISBN 978-0124004665)
- (en) Sheaves on manifolds: avec une courte histoire " Les débuts de la théorie des faisceaux" par Christian Houzel / Masaki Kashiwara, Pierre Schapira (1990),  (ISBN 978-3540518617)
- Masaki Kashiwara, Atsushi Matsuo, Kyoji Saito et Ikuo Satake, Topological field theory, primitive forms and related topics, Birhaüser, coll. « Progress in Mathematics » (no 160), 1998, ix+493 p. (ISBN 978-0817639754, DOI 10.1007/978-1-4612-0705-4)
- Masaki Kashiwara et Tetsuji Miwa, Physical combinatorics, Birkhaüser, coll. « Progress in Mathematics » (no 191), 2000, ix+317 p. (ISBN 978-1461271215, ISSN 0743-1643, DOI 10.1007/978-1-4612-1378-9)
- Masaki Kashiwara et Tetsuji Miwa, MathPhys Odyssey 2001 : Integrable models and beyond: in honor of Barry M. McCoy, Birhaüser, coll. « Progress in Mathematical Physics » (no 23), 2002, x+476 p. (ISBN 978-0817642600, ISSN 1544-9998, DOI 10.1007/978-1-4612-0087-1)
- Masaki Kashiwara (trad. Mutsumi Saito), D-modules and microlocal calculus, American Mathematical Society, coll. « Translations of Mathematical Monographs » (no 217), 2003, 254 p. (ISBN 978-0821827666)
- Masaki Kashiwara et Pierre Schapira, Categories and sheaves, Springer, coll. « Grundlehren der mathematischen Wissenschaften » (no 332), 2006, x+498 p. (ISBN 978-3-540-27949-5 et 978-3-642-06620-7)